# Джеймс У. Шулц
Джеймс Уилърд Шулц (на английски: James Willard Schultz) е американски писател, автор на книги за американските индианци.

## Биография и творчество
Джеймс У. Шулц е роден през 1859 г. в гр. Буунвил, щат Ню Йорк. През 1877 г., на осемнадесетгодишна възраст, Шулц заминава за тогавашната територия Монтана, за да прекара лятото в лов на бизони. Той се влюбва в тази земя и остава там завинаги. Шулц се включва в търговията с кожи, а по-късно става ранчер и ловен водач. Младежът се сближава с индианците от племето чернокраки, научава езика им и участва в живота на племето; ходи заедно с индианските си приятели на лов и военни походи, участва в племенните церемонии. Старейшините на чернокраките му дават името Апикуни – Далечната бяла наметка, както се нарича един от основните персонажи в чернокракската митология. С това име Шулц по-късно подписва своите произведения. Джеймс Шулц се оженва за индианската девойка Нетаки и малко по-късно се ражда синът им Харт М. Шулц (Самотният вълк), който впоследствие става известен скулптор.
Запознанството му с видния американски естественик, етнограф и писател Джордж Бърд Гринел слага начало на писателската му кариера. Първоначално Шулц публикува бележки и очерци за индианския живот в сп. „Гора и поток“, чийто издател е Гринел.
През 1907 г. излиза първата му книга – „Моят живот сред индианците“ (издадена на бълг. език през 1970 г.). Следват я още 42 романа, повести и сборници разкази, посветени на коренните жители на Америка. Те се отличават с увлекателен сюжет, жив език и стил и необикновено тънко познаване на индианския мироглед, обичаи и начин на живот. Най-голяма популярност произведенията на Шулц имат между 1915 и 1940 г., когато той става любим автор на мнозина американски юноши.
Джеймс Уилърд Шулц умира на 11 юни 1947 г. в Уайоминг.
Двадесет и пет години след смъртта на писателя неговите почитатели създават Общество на Джеймс У. Шулц, което издава бюлетина „Пиегански разказвач“ („Piegan Storyteller“), чиято основна цел е популяризиране живота и творчеството на Апикуни.

## Книги на Джеймс Шулц, издадени в България
- Моят живот сред индианците, ДИ Варна, 1970
- Моят живот сред индианците, ДИ Отечество, 1988
- Грешката на Самотния бизон, изд. Астрала, 1995